# Trödler und Co
Chansons représentant la Suisse au Concours Eurovision de la chanson
Vivre
(1978) Cinéma
(1980)
Trödler und Co est la chanson représentant la Suisse au Concours Eurovision de la chanson 1979. Elle est interprétée par Peter, Sue & Marc & Pfuri, Gorps & Kniri.
Peter, Sue & Marc ont représenté la Suisse au Concours Eurovision de la chanson en 1971 avec Les Illusions de nos vingt ans, chanson en français, en 1976 avec Djambo, Djambo, chanson en anglais. Ils représenteront de nouveau la Suisse en 1981 avec Io senza te, chanson en italien. Peter, Sue & Marc sont les seuls participants au Concours Eurovision de la chanson à quatre reprises et dans quatre langues différentes.
La chanson en allemand est la huitième chanson de la soirée, suivant Sokráti interprétée par Elpída pour la Grèce et précédant Dschinghis Khan interprétée par Dschinghis Khan pour l'Allemagne.
À la fin des votes, elle obtient soixante points et prend la dixième place sur dix-neuf participants.
Une version en anglais, Second Hand Company, est publiée.

## Source de la traduction
- (en) Cet article est partiellement ou en totalité issu de l’article de Wikipédia en anglais intitulé « Trödler und Co » (voir la liste des auteurs).